# 38e Grammy Awards
De 38e uitreiking van de jaarlijkse Grammy Awards vond plaats op 28 februari 1996 in het Shrine Auditorium in Los Angeles. De uitreiking werd gepresenteerd door comédienne Ellen DeGeneres en uitgezonden door CBS.
De organiserende Recording Academy had zich de kritiek na 1995 over te weinig nominaties voor nieuwe artiesten en muziekstijlen aangetrokken: de regels werden veranderd en dat had in 1996 meteen resultaat. Waren het in 1995 oudgedienden als Bonnie Raitt, Eric Clapton, Tony Bennett en zelfs de 3 Tenoren (Luciano Pavarotti, Placido Domingo en Jose Carreras) die genomineerd waren in de Album of the Year-categorie, dit jaar waren het veel jongere (en hippere) artiesten als Pearl Jam, Alanis Morissette en Joan Osborne die een nominatie ontvingen. De oudste artiest in deze categorie was Michael Jackson, die met het album HIStory - Past, Present and Future genomineerd was, maar niet won.
De winst ging naar Alanis Morissette, die met haar doorbraakalbum Jagged Little Pill vier Grammy's won: twee voor het complete album, twee voor het nummer You Oughtta Know. Haar producer/componist Glen Ballard won er drie, evenveel als Seal, voor het nummer Kiss From a Rose. Dat won onder meer de belangrijke categorieën Record of the Year en Song of the Year.
Verder won niemand meer dan drie Grammy's. Onder de artiesten die twee keer werden onderscheiden, waren Stevie Wonder en Joni Mitchell opvallende namen. Voor Wonder waren het z'n eerste Grammy's sinds 1987, voor Mitchell de eerste sinds 1975. 
Er waren eerste Grammy's voor Pearl Jam, Nirvana, Van Morrison, Shania Twain en - enigszins aan de late kant - voor componisten Jerry Leiber en Mike Stoller, in de jaren 50 schrijvers van veel hits voor Elvis Presley. Daar wonnen ze nooit een Grammy voor, maar wel voor de soundtrack van een musical die op hun nummers was gebaseerd, Smokey Joe's Cafe.
De Grammy voor Pearl Jam (tot nu toe altijd nog hun enige, voor het nummer Spin the Black Circle) ging met enige ophef gepaard, omdat Pearl Jam zanger Eddie Vedder een bedankje uitsprak waarin hij aangaf de Grammy Awards niet zo serieus te nemen. "I don't know what this means, I don't think it means anything," zei hij. Mede-bandlid Stone Gossard liet in de documentaire Twenty uit 2012 zien waar hij z'n Grammy bewaarde: ergens in zijn kelder.

## Winnaars

### Algemeen
- Album of the Year
  - "Jagged Little Pill" - Alanis Morissette (artiest); Glen Ballard (producer)
- Record of the Year
  - "Kiss From a Rose" - Seal (artiest); Trevor Horn (producer)
- Song of the Year
  - Seal (componist) voor Kiss From a Rose, uitvoerende: Seal
- Best New Artist
  - Hootie & The Blowfish

### Pop
- Best Pop Vocal Performance (zangeres)
  - "No more "I love you's" - Annie Lennox
- Best Pop Vocal Performance (zanger)
  - "Kiss From a Rose" - Seal
- Best Pop Vocal Performance (duo/groep)
  - "Let Her Cry" - Hootie & The Blowfish
- Best Pop Collaboration (eenmalige samenwerking)
  - "Have I Told You Lately" - Van Morrison & The Chieftains
- Best Pop Instrumental Performance
  - "Mariachi Suite" - Los Lobos
- Best Pop Album
  - "Turbulent Indigo" - Joni Mitchell (artiest); Larry Klein (producer)

### Country
- Best Country Vocal Performance (zangeres)
  - "Baby, Now That I've Found You" - Alison Krauss
- Best Country Vocal Performance (zanger)
  - "Go Rest High On That Mountain" - Vince Gill
- Best Country Vocal Performance (duo/groep)
  - "Here Comes The Rain" - The Mavericks
- Best Country Collaboration (eenmalige samenwerking)
  - "Somehwere in the Vicinity of the Heart" - Alison Krauss & Shenandoah
- Best Country Instrumental Performance
  - "Hightower" - Asleep At The Wheel, Béla Fleck & Johnny Gimble
- Best Country Song
  - Vince Gill (componist) voor Go Rest High On That Mountain (uitvoerende: Vince Gill)
- Best Country Album
  - "The Woman In Me" - Shania Twain (artiest); Robert  John "Mutt" Lange (producer)
- Best Bluegrass Album
  - "Unleashed" - Nashville Bluegrass Band

### R&B
- Best R&B Vocal Performance (zangeres)
  - "I Apologize" - Anita Baker
- Best R&B Vocal Performance (zanger)
  - "For Your Love" - Stevie Wonder
- Best R&B Vocal Performance (duo/groep)
  - "Creep" - TLC
- Best R&B Song
  - Stevie Wonder (componist) voor For Your Love (uitvoerende: Stevie Wonder)
- Best R&B Album
  - "CrazySexyCool" - TLC

### Rap
- Best Rap Solo Performance
  - "Gangsta's Paradise" - Coolio
- Best Rap Performance (duo/groep)
  - "I'll Be There For You - You're All I Need To Get By" - Mary J. Blige & Method Man
- Best Rap Album
  - "Poverty's Paradise" - Naughty by Nature

### Rock
- Best Rock Vocal Performance (zangeres)
  - "You Oughtta Know" - Alanis Morissette
- Best Rock Vocal Performance (zanger)
  - "You Don't Know How It Feels" - Tom Petty
- Best Rock Vocal Performance (duo/groep)
  - "Run-Around" - Blues Traveler
- Best Rock Instrumental Performance
  - "Jessica" - Allman Brothers Band
- Best Hard Rock Performance
  - "Spin the Black Circle" - Pearl Jam
- Best Metal Performance
  - "Happiness in Slavery" - Nine Inch Nails
- Best Rock Song
  - Alanis Morissette & Glenn Ballard (componisten) voor You Oughtta Know (uitvoerende: Alanis Morissette)
- Best Rock Album
  - "Jagged Little Pill" - Alanis Morissette (artiest); Glenn Ballard (producer)

### Traditional Pop
- Best Traditional Pop Vocal Performance
  - "Duets II" - Frank Sinatra

### Alternative
- Best Alternative Music Performance
  - "MTV Unplugged in New York" - Nirvana

### Blues
- Best Traditional Blues Album
  - "Chill Out" - John Lee Hooker
- Best Contemporary Blues Album
  - "Slippin' In" - Buddy Guy

### Folk
- Best Traditional Folk Album
  - "South Coast" - Ramblin' Jack Elliott
- Best Contemporary Folk Album
  - "Wrecking Ball" - Emmylou Harris

### Polka
- Best Polka Album
  - "I Love to Polka" - Jimmy Sturr

### Latin
- Beste latin pop-optreden
  - "Amor" - Jon Secada
- Best Tropical Latin Performance
  - "Abriendo Puertas" - Gloria Estefan
- Best Mexican-American/Tejano Music Performance
  - "Flaco Jimenez" - Flaco Jimenez

### Reggae
- Best Reggae Album
  - "Boombastic" - Shaggy

### Gospel
- Best Pop/Contemporary Gospel Album
  - "I'll Lead You Home" - Michael W. Smith
- Best Rock Gospel Album
  - "Lesson of Love" - Ashley Cleveland
- Best Traditional Soul Gospel Album
  - "He Will Come (Live)" - Shirley Caesar
- Best Contemporary Soul Gospel Album
  - "Alone In His Presence" - CeCe Winans
- Best Southern Gospel, Country Gospel or Bluegrass Gospel Album
  - "Amazing Grace - A Country Salute to Gospel" - Bill Hearn (producer/samensteller)
- Best Gospel Album by a Choir or Chorus
  - "Praise Him - Live!" - Carol Cymbala (koordirigent) (uitvoerenden: Brooklyn Tabernacle Choir)

### Jazz
- Best Jazz Instrumental Solo
  - "Impressions" - Michael Brecker
- Best Jazz Instrumental Performance
  - "Infinity" - McCoy Tyner & Michael Brecker
- Best Large Jazz Ensemble Performance
  - "All Blues" - Tom Scott
- Best Jazz Vocal Performance
  - "An Evening with Lena Horne" - Lena Horne
- Best Contemporary Jazz Performance
  - "We Live Here" - Pat Metheny Group
- Best Latin Jazz Performance
  - "Antonio Brasileiro" - Jobim

### New Age
- Best New Age Album
  - "Forest" - George Winston

### Wereldmuziek
- Best World Music Album
  - "Boheme" - Deep Forest

### Klassieke muziek
Vetgedrukte namen ontvingen een Grammy. Overige uitvoerenden, zoals orkesten, solisten e.d., die niet in aanmerking kwamen voor een Grammy, staan in kleine letters vermeld.
- Best Orchestral Performance
  - "Debussy: La Mer" - Pierre Boulez (dirigent)
  - Cleveland Orchestra
- Best Classical Vocal Performance (zanger[es])
  - "The Echoing Air - The Music of Henry Purcell" - Sylvia McNair
- Best Opera Recording
  - "Berlioz: Les Troyens" - Deborah Voigt, Francoise Pollet, Gary Lakes & Gino Quilico (solisten); Charles Dutoit (dirigent) & Raymond Minshull (producer)
  - L'Orchestre Symphonie Montreal & Chorus (orkest & koor)
- Best Choral Performance (koor)
  - "Brahms: Ein Deutsches Requiem" - Herbert Blomstedt (dirigent); Vance George (koordirigent)
  - San Francisco Symphony Orchestra & Chorus (orkest & koor)
- Best Instrumental Soloist Performance With Orchestra (Beste instrumentale solist met orkestbegeleiding)
  - "The American Album - Works of Bernstein, Barber, Foss" - Itzhak Perlman (solist)
  - Boston Symphony Orchestra o.l.v. Seiji Ozawa
- Best Instrumental Soloist Performance Without Orchestra (Beste instrumentale solist zonder orkestbegeleiding)
  - "Schubert: Piano Sonatas (B Flat Major and A Major)" - Radu Lup
- Best Chamber Music Performance (kamermuziek)
  - "Brahms/Beethoven/Mozart: Clarient Trios" - Emmanuel Ax, Richard Stoltzman & Yo Yo Ma
- Best Classical Contemporary Composition (Beste eigentijdse klassieke compositie)
  - Olivier Messiaen (componist) voor Messiaen: Concert a Quatre
- Best Classical Album
  - "Debussy: La Mer; Nocturnes; Jeux" - Pierre Boulez (dirigent); Karl-August Naegler (producer)
  - Cleveland Orchestra & Chorus (orkest & koor)

### Composing & Arranging (composities & arrangementen)
- Best Instrumental Composition
  - Bill Holman (componist) voor A View From The Side, uitvoerenden: The Bill Holman Band
- Best Song Written Specifically for a Motion Picture or Television (Beste nummer uit een film- of tv-soundtrack)
  - Alan Menken & Stephen Schwartz (componisten) voor Colors of the Wind, uitvoerenden: Judy Kuhn & Vanessa Williams
- Best Instrumental Composition Written for a Motion Picture or Television (Beste instrumentale nummer uit een film- of tv-soundtrack)
  - Hans Zimmer (componist) voor Crim Tide
- Best Instrumental Arrangement
  - Robert Farnon (arrangeur) voor Lament, uitvoerenden: J.J. Johnson & the Robert Farnon Orchestra
- Best Instrumental Arrangement with Accompanying Vocals (Beste arrangement voor een nummer met zang)
  - Rob McConnell (arrangeur) voor I Get a Kick out of You, uitvoerenden: Mel Tormé met Rob McConnell & The Boss Brass

### Kinderrepertoire
- Best Musical Album for Children
  - "Sleepy Time Lullabies" - Barbara Bailey Huchison (artiest); David R. Lehman & J. Aaron Brown (producers)
- Best Spoken Word Album for Children
  - "Prokofiev: Peter and the Wolf" - Patrick Stewart (verteller); Dan Broatman & Martin Sauer (producers)

### Musical
- Best Musical Show Album
  - "Smokey Joe's Cafe - The Songs of Leiber & Stoller" - Arif Mardin, Jerry Leiber & Mike Stoller (producers)

### Hoezen
- Best Recording Package
  - Joni Mitchell & Robbie Cavolina (ontwerpers) voor Turbulent Indigo, uitvoerende: Joni Mitchell
- Best Recording Package - Boxed (Beste box set)
  - Frank Zappa & Gail Zappa (ontwerpers) voor Civilization Phaze III, uitvoerende: Frank Zappa
- Best Album Notes (Beste hoestekst)
  - "Rob Bowman (schrijver) voor The Complete Stax/Volt Soul Singles, Vol. 3: 1972-1975, diverse uitvoerenden

### Production & Engineering (Productie & Techniek)
- Best Engineered Album, Non-Classical (Beste techniek op een niet-klassiek album)
  - David Bianco, Jim Scott, Richard Dodd & Stephen McLaughlin (technici) voor Wildflowers, uitvoerende: Tom Petty
- Best Engineered Classical Recording (Beste techniek op een klassieke opname)
  - Jonathan Stokes & Michael Mailes (technici) voor Bartók: Concerto For Orchestra; Kossuth - Symphonic Poem, uitvoerenden: San Francisco Symphony o.l.v. Herbert Blomstedt
- Producer of the Year
  - Babyface
- Classical Producer of the Year
  - Steven Epstein

### Gesproken Woord
- Best Spoken Word or Non-Musical Album
  - "Phenomenal Woman" - Maya Angelou
- Best Spoken Comedy Album
  - "Crank Calls" - Jonathan Winters

### Historisch
- Best Historical Album
  - J.J. Stelmach (ontwerper); John Pfeiffer (producer/samensteller); Anthony Salvatore, David Satz, James P. Nichols, Jon M. Samuels, Ray Hall & Thomas MacCluskey (technici); Brooks Smith, Erick Friedman, Gabriel Banat, George Jellinek, Grant Beglarian, Harris Goldsmith, Irving Kolodin, Jacob Lateiner, John Anthony Maltese, John Maltese, John Pfeiffer, Josefa Heifetz, Laurence Lesser, Leonard Pennario, Mortimer W. Frank, Myra C. Livingston, Richard Freed & Robert Cowan (schrijvers hoestekst) voor The Heifetz Collection, uitvoerenden: Jascha Heifetz e.a.

### Video
- Best Music Video Short Form (videoclip)
  - "Scream" - Michael Jackson & Janet Jackson (artiesten); Cean Chaffin (producer); Mark Romanek (regisseur)
- Best Music Video Long Form (lange video)
  - "Secret World Live" - Peter Gabriel (artiest); Robert Warr (producer); Francois Girard (regisseur)